# Al-Mansur Abd-al-Aziz
Al-Màlik al-Mansur Abd-al-Aziz ibn Barquq —àrab: الملك المنصور عبد العزيز بن برقوق, al-Malik al-Manṣūr Abd al-ʿAzīz ibn Barqūq—, més conegut simplement com al-Mansur Abd-al-Aziz, fou soldà mameluc de la dinastia burjita o circassiana (1405).
El sultà Fàraj va seguir una política de portar circassians de fora per ocupar el lloc dels mamelucs turcs. Aquestos dominaven a Síria. El partit circassià fou dirigit per Yaixbak al-Xabaní i el turc pel virrei (nàïb) de Damasc Tanam i després pels amirs Djakam i Nawruz al-Hafidi. En el conflicte el primer, Yashbak, va perdre el suport del sultà.
El març de 1401 Tamerlà va arribar a Síria i va ocupar i saquejar Alep i Damasc però es va retirar. Els mamelucs van restaurar el seu control de Síria i l'amir Xaykh al-Muhammudí fou nomenat governador de Damasc. Xaykh es va aliar a l'amir Yaixbak i van amenaçar seriosament al sultà an-Nàssir Fàraj a Síria però foren finalment vençuts i Xaykh al-Muhammudí va perdre el seu govern.
Mort Tamerlà (1405) el perill del conqueridor va desaparèixer. Es va produir una sedició i una lluita civil que va culminar amb la deposició de Fàraj que va fugir a Síria junt amb l'amir Taghribiridi al-Baixbughawí i fou deposat pels amirs Yaixbak i Bàybars. Fou proclamat com a nou sultà el germà de Fàraj, de nom Abd-al-Aziz (al-Màlik al-Mansur) el 20 de setembre de 1405. Triomfant el partit de Yaixbak, l'amir Xaykh al-Muhammudí va esdevenir lloctinent general del sultanat.
Fàraj fou restaurat al tron al cap de 70 dies (28 de novembre de 1405) per una aliança amb els circassians.